# Виртуальная температура
Виртуа́льная температу́ра это температура сухого воздуха, до которой нужно нагреть его для того, чтобы его плотность сравнялась с плотностью влажного воздуха, взятого с тем же давлением.
Необходимость введения виртуальной температуры связана с тем, что при подстановке этого параметра в уравнения состояния газа они становятся инвариантны относительно влажности.
Различия в плотностях сухого и влажного воздуха обусловлены различием их молярных масс. Так, молярная масса сухого воздуха около 29 г/моль, а молярная масса водяного пара 18 г/моль, поэтому влажный воздух, содержащий в составе водяной пар, имеет меньшую плотность чем сухой воздух, взятый с сухим воздухом при одинаковых температуре и давлении.
Отличие плотностей сухого и влажного воздуха при обычных температурах и влажностей невелико и становится существенным только при высокой температуре и большой влажности.

## Определение
Виртуальная температура определяется по формуле:
{\displaystyle {T_{v}}={\frac {T}{1-{\frac {e}{p}}(1-{\epsilon })}},}
где
{\displaystyle \epsilon ={\frac {R_{air}}{R_{water}}}={\frac {M_{water}}{M_{air}}}=0.622,}
{\displaystyle T,\epsilon ,p,M} — температура воздуха, парциальное давление водяного пара, атмосферное давление и молярная масса соответственно,
Пользуясь виртуальной температурой можно применять к влажному воздуху уравнения состояния и другие соотношения справедливые для сухого воздуха. Введя виртуальную температуру в уравнение состояния влажного воздуха можно получить его плотность:
{\displaystyle \rho =P/RT_{v},}
где {\displaystyle R} — газовая постоянная сухого воздуха, равная в СИ 2,87⋅102 [дж/кг·град].